# 博格斯角
70°33′S 61°23′W / 70.550°S 61.383°W
博格斯角是南極洲的海岬，位於帕爾默地東岸，處於艾爾森半島的東端，由美國的探險隊發現並繪入地圖，現時由南極條約體系管理。